# Pseudochaete
Pseudochaete — рід грибів родини Hymenochaetaceae. Назва вперше опублікована 2002 року.